# Süplingen
Süplingen ist ein Ortsteil der Stadt Haldensleben im Landkreis Börde in Sachsen-Anhalt.

## Geografie
Die Süplingen liegt etwa fünf Kilometer westlich der Innenstadt von Haldensleben im Flechtinger Höhenzug. Zu Süplingen gehört auch der Ortsteil Bodendorf.

## Geschichte
Während des Zweiten Weltkrieges richtete die Gestapoleitstelle Magdeburg im Steinbruch ein sogenanntes Arbeitserziehungslager für 100 Häftlinge ein, die unter härtesten Bedingungen im Steinbruch der Firma Frömling & Frasch, aber auch in Außenkommandos im Sägewerk Irxleben und in der Landwirtschaft Zwangsarbeit verrichten mussten. Mindestens 20 Personen kamen dabei ums Leben.
Am 1. Juli 1950 wurde die bis dahin eigenständige Gemeinde Bodendorf eingegliedert.
Von 1994 bis 2004 war Süplingen Mitglied der Verwaltungsgemeinschaft Flechtinger Höhenzug, danach vom 1. Januar 2005 bis 2009 der Verwaltungsgemeinschaft Flechtingen. Am 1. Januar 2010 wurde Süplingen Mitgliedsgemeinde der Verbandsgemeinde Flechtingen, die aus Gemeinden der Verwaltungsgemeinschaft Oebisfelde-Calvörde und der Verwaltungsgemeinschaft Flechtingen entstanden ist. Zum 1. Januar 2014 wurde Süplingen in die Stadt Haldensleben eingemeindet.

## Religion
18 % der Einwohner von Süplingen sind evangelisch, 3 % katholisch. Die lutherische St.-Annen-Kirche in Süplingen gehört zum Pfarramt Bülstringen im Kirchenkreis Haldensleben-Wolmirstedt der Evangelischen Kirche in Mitteldeutschland. Die wenigen Katholiken sind der Pfarrei St. Christophorus mit Sitz in Haldensleben, Bistum Magdeburg, zugeordnet, deren nächstgelegene Kirche St. Liborius (Haldensleben) ist.

## Politik

### Gemeinderat
Seit der letzten Kommunalwahl am 26. Mai 2019 hatte der letzte Gemeinderat 9 Mitglieder. Die Wahlbeteiligung lag bei 58,4 %. Die Wahl brachte folgendes Ergebnis:
Alternative für Deutschland: 1 Sitz
Wählergemeinschaft Süplingen-Bodendorf: 8 Sitze
Weiteres Mitglied des Gemeinderates und dessen Vorsitzender war der Bürgermeister.

### Wappen
Das Wappen wurde am 13. Mai 1996 durch das Regierungspräsidium Magdeburg genehmigt.
Blasonierung: „Durch Göpelschnitt geteilt; Feld 1: in Silber ein grünes Lindenblatt; Feld 2: in Silber gekreuzt ein schwarzer Hammer und ein Eisen, belegt mit einem Meißel; Feld 3: in Grün eine silberne Pflugschar.“
Süplingen führte bis dahin kein legitimes Wappen oder Bildsiegel. Es war Beschluss der Gemeinde, folgende Elemente im neuen Wappen aufzunehmen:
1.) Ein Lindenblatt, das den Bezug zu den Ort umgebenden Natur als Ausläufer des Flechtinger Höhenzuges darstellt,
2.) das Werkzeug des Hauers, das mit Hammer, Eisen und Meißel den lange Zeit am Ort betriebenen Steinabbau symbolisiert,
3.) eine Pflugschar, die die jahrhundertelang betriebene Landwirtschaft als hauptsächlichen Wirtschaftszweig der Bevölkerung unterstreicht.
Die Darstellung der Wappenelemente erfolgte in einem durch Göpelschnitt geteilten Schild.
Das Wappen wurde vom Magdeburger Kommunalheraldiker Jörg Mantzsch gestaltet.

### Flagge
Die Flagge der Gemeinde ist Grün – Weiß gestreift mit dem aufgelegten Gemeindewappen.

## Gedenkstätte
- Grabanlage auf dem Ortsfriedhof mit Gedenkstein aus dem Jahre 1965 zur Erinnerung an die Menschen, die während des Zweiten Weltkrieges nach Deutschland verschleppt und Opfer von Zwangsarbeit wurden

## Kultur und Sehenswürdigkeiten
Bekannt ist Süplingen für seine alten Steinbruchrestlöcher. In diesen Steinbrüchen wurde und wird Gestein abgebaut.

### Bauwerke

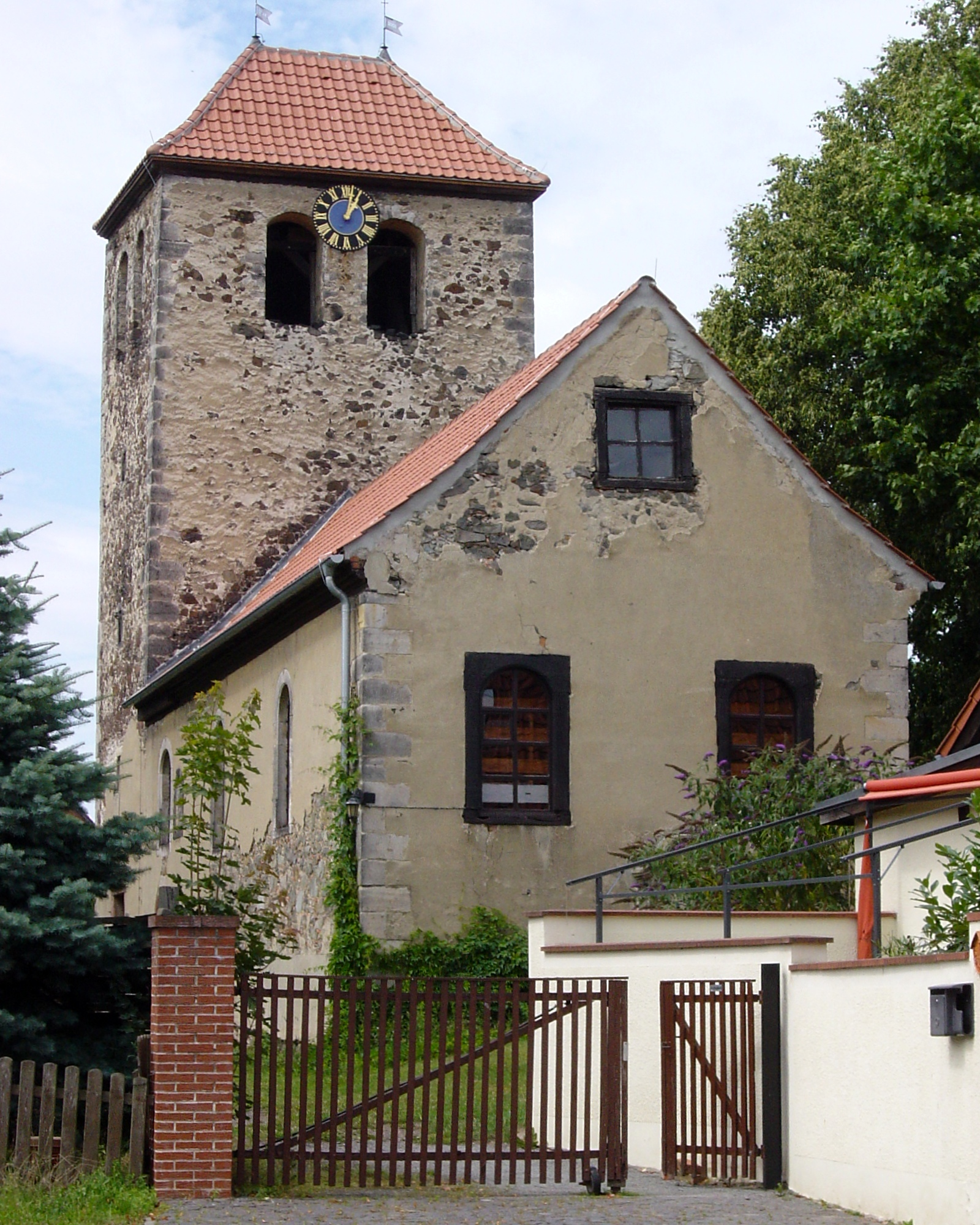
Evangelische St. Annen-Kirche in Süplingen

- Evangelische St. Annen-Kirche in Süplingen. Die Kirche geht auf das 13. Jahrhundert zurück. 1539 wurde die Reformation eingeführt, seitdem ist die Kirche evangelisch-lutherisch. Nach den Zerstörungen des Dreißigjährigen Krieges wurde die Kirche 1659 wiederhergestellt. Heute gehört die Kirche zum Kirchenkreis Haldensleben-Wolmirstedt im Propstsprengel Stendal-Magdeburg der Evangelischen Kirche in Mitteldeutschland.
- Schloss zu Bodendorf mit barocker Schlosskapelle, erbaut 1709–1711[4], ehemaliger Sitz der Grafen von der Schulenburg, wurde 1945 durch die Bodenreform enteignet und in der DDR-Zeit zuletzt als Altersheim genutzt, heute wieder in Privatbesitz.

### Naturdenkmäler
Zahlreiche Hünengräber aus der Jungsteinzeit befinden sich in 3–4 km südlicher Umgebung von Süplingen. Die beiden großen Hünengräber „Küchentannen“ und „Kaisergrab“ sind frei zugänglich, das „Königsgrab“ liegt innerhalb des Betriebsgeländes der Natursteinwerke Dönstedt.

### Sport
Diverse Steinbrüche sind heute außer Betrieb und liefen mit Wasser voll. Diese Steinbrüche („Canyon“ und „Steinbruch“) bieten beste Bademöglichkeiten.
Diese hervorragenden Möglichkeiten wurden auch von Tauchern entdeckt und es ist ein beliebtes Tauchgebiet entstanden. Unter Wasser gibt es außer der großen Unterwasserflora und -fauna viele Überbleibsel aus der Zeit des Tagebaus zu sehen.
Im Jahr 2002 wurde eine neue Mehrzweckhalle in der Ortsmitte eröffnet. Auf der Größe eines Handballspielfeldes werden Sportarten wie Fußball, Volleyball, Tischtennis, Gymnastik usw. von Süplingern und Einwohnern umliegender Gemeinden ausgeführt. Wettkämpfe werden in wiederkehrenden Abständen abgehalten, wie z. B. im Rollschuhlaufen.
Am südlichen Dorfrand liegt die ausgedehnte Sportplatzanlage mit Fußballfeld, Vereinshaus mit Sauna, überdachter Zuschauerterrasse, Trainings- bzw. Bolzplatz für Kinder sowie zwei Beachvolleyballfeldern. Am 16. September 2012 zerstörte ein Brand das Vereinshaus.
Weiterhin verfügt der Ort über eine Bundeskegelbahn mit vier Bahnen.
Der Sportverein wurde 1926 gegründet und nennt sich entsprechend SV Grün-Weiß 1926 Süplingen e. V. Während der DDR-Zeit trug er den Namen Betriebssportgemeinschaft (BSG) Aufbau Süplingen.

### Regelmäßige Veranstaltungen
Seit 1970 finden zur Karnevalszeit Ende Januar/Anfang Februar mehrfach Prunksitzungen (Programmveranstaltungen) des Süplinger Narrenbundes im großen Saal des Gasthauses statt.

## Wirtschaft und Infrastruktur

### Verkehr
Süplingen liegt an der Bahnstrecke Haldensleben–Weferlingen, auf der aber seit 1999 nur noch Güterzüge verkehren. Der nächste Personenbahnhof ist Haldensleben an der Bahnstrecke Glindenberg–Oebisfelde, fünf Kilometer östlich von Süplingen gelegen. Dorthin verkehrt fast stündlich die Buslinie 618 der BördeBus Verkehrsgesellschaft, allerdings großenteils als vorzubestellende Anrufbusse.
In Haldensleben besteht auch mit der B 71 und der B 245 der nächste Anschluss ans Bundesfernstraßennetz.

### Öffentliche Einrichtungen
Kindergarten, Grundschulhort, Sporthalle, Feuerwehrhaus, Campingplatz, Speisegaststätten sowie ein Einkaufsladen.

## Söhne des Ortes
- Adolf Hoffmann (Landrat), (1826–1883), preußischer Politiker
- Heinz Bake (* 1928), deutscher Sportler
- Konrad Hitzl (1953–2019), deutscher Archäologe